# Шалимов, Анатолий Георгиевич
Анатолий Георгиевич Шалимов (30.03.1927 — 30.03.2010) — российский ученый-металлург, лауреат Ленинской и Государственных премий СССР, Премии Совета Министров СССР и Правительства РФ. Брат Александра Георгиевича Шалимова.
Закончил Московский институт стали им. Сталина.
С 1962 по 2010 год работал в ЦНИИчермет им. И. П. Бардина:
- 1962—1968 зав. лабораторией теории металлургических процессов. Руководил работами в области внепечного рафинирования стали.
- 1968—1978 директор Института новой металлургической технологии. Организовал несколько новых лабораторий по новым направлениям в работе института.
- 1978—1988 первый заместитель директора ЦНИИчермет. Организовал на комбинате «Азовсталь» производство сложнолегированных сталей для судов военно-морского флота и бронетехники.

Доктор технических наук, профессор.

### Награды
- Ленинская премия (1966 год, в составе группы) — за разработку и внедрение технологии производства высококачественной стали различного назначения с обработкой в ковше жидкими синтетическими шлаками.
- Государственная премия СССР (1983 год, в составе группы) — за разработку и внедрение новой технологии вакуумного дугового переплава высоколегированных сплавов ответственного назначения.
- Лауреат Премии Совета Министров СССР и Правительства РФ.
- Премия имени П. П. Аносова (1963 год, совместно с С. Г. Воиновым) за монографию «Шарикоподшипниковая сталь»
- Орден Трудового Красного Знамени